# 大昭和
大昭和（だいしょうわ）は宮城県岩沼市の町丁。郵便番号は989-2453。人口は36人、世帯数は25世帯。大昭和の全域で住居表示が実施済みである。面積の大部分を日本製紙岩沼工場が占め、国道4号に接する。

## 地理
岩沼市の南部に位置し、東には阿武隈川、西には国道4号が通る。町域の北には阿武隈が、阿武隈川を挟んで対岸には亘理町大字逢隈中泉、逢隈田沢が、南から西にかけて大字南長谷、吹上が接する。
町域の大部分が日本製紙岩沼工場の敷地であり、岩沼工場の敷地面積は623,233平方メートルを誇る。国道4号を隔てて吹上3丁目にはTOYOTIRE仙台工場も所在し、一帯が工業地帯となっている。域内には阿武隈川が流れ水資源が豊富なことから、日本製紙岩沼工場では1日あたり約300,000立方メートルの工業用水を阿武隈川から取水している。
国道4号と国道6号の合流点（岩沼市藤浪）や東北本線と常磐線の合流点（岩沼市大字南長谷）と近く交通の要衝にあたり、仙台港や塩釜港、仙台空港から比較的アクセスしやすい立地にある。また、岩沼駅から日本製紙岩沼工場までの専用線が域内を通る。
- 河川：阿武隈川

### 地名の由来
地名は現在の日本製紙の前身である大昭和製紙から取られており、大昭和製紙岩沼工場が立地していたことに由来する。なお大昭和製紙は2003年（平成15年）に日本製紙と経営統合が実施され現在は消滅している。

## 歴史

### 近代まで
大昭和の大部分を含む吹上地区は1947年（昭和22年）まで亘理郡に属していた。もとは亘理伊達家の当主伊達邦成の領地であり、亘理郡中泉村（後の逢隈村中泉、現在の亘理町大字逢隈中泉）地内であった。この地は低地の砂地であり、古川、深川の両川が阿武隈川へと注いでいたため、ひとたび大雨になると浸水する不毛な土地と藩政時代からされてきた。開拓したものの作物が育たず、諦めて北海道に移住した家もあったといわれている。1868年（明治元年）、中泉村の今泉から10戸が入植し、それに千貫の大泉太吉・金右衛門兄弟が加わり吹上開拓の先駆けとして農耕を始めた。耕作地の麦や豆は毎年時期を待たずして水害が発生したため、収穫は皆無だったという。その後、大泉兄弟はこの状況を打破すべく、白河地方で栽培されていた菜種の原種を導入し、菜種作りを始めた。菜種は10月に種を植え付け、翌年の6月に収穫するため、水害とは無縁であった。大泉宅は収穫した菜種を使い菜種油を採ったので、「吹上の油屋」と称されるようになった。また、菜種作りとともに藍を栽培していた。明治中期からは桑の栽培を始め、これが成功を収め吹上全域が桑畑へと変化した。
当時の吹上に住む人々は戸籍や行政書類の交付などで逢隈村役場へ向かう際に渡し舟を利用したため不便を強いられていた。そのため1929年（昭和4年）、阿武隈川を繋ぐ橋梁の架設の運動が展開され、1932年（昭和7年）7月に阿武隈橋が竣工した。時期を同じくして吹上への王子製紙の工場誘致の話が持ち上がった。しかし王子製紙調査団は現地を視察し、吹上の旧堤防を見て水害リスクを見抜き、工場の建設を見送った。その後1941年（昭和16年）には阿武隈川の旧堤防が二か所で決壊する大水害が発生している。当時の岩沼町長の渡邊豊蔵は新堤防の築造を県・国に陳情し、その結果1942年（昭和17年）から新堤防の建設が着手された。しかし時代は太平洋戦争へと進み、建設はなかなか進まなかったものの、関係町村が期成同盟会を結成し働きかけを行った結果、1944年（昭和19年）秋に新堤防が完成し、吹上地区の水害問題も解消された。
吹上地区は阿武隈川の北岸に位置し地理的には岩沼町寄りであり、岩沼町への編入は長年の懸案だった。1941年（昭和16年）5月、岩沼町長の渡邊豊蔵は逢隈村長の玉田清に吹上地区の編入案を持ち込んだ。玉田村長は諸手を挙げて賛成し、県の認可を経て1945年（昭和20年）4月には正式に編入の調印を行った。

### 現代
終戦後の1954年（昭和29年）、工業誘致には上水道施設の整備が最重要だとし着工され、1957年（昭和32年）の2月には約400戸へ初めて給水が行われた。1959年（昭和34年）、通商産業省は吹上地区を工業適地へと指定し、1968年（昭和43年）に大昭和製紙岩沼工場が誕生した。同年6月1日には域内に吹上簡易郵便局が設置されている。1971年（昭和46年）3月1日、岩沼市の南部地区で住居表示を実施し、大昭和製紙にちなみ字吹上東・字吹上南・南長谷字東川前・南長谷字法京・南長谷字原の一部が大昭和となった。
2020年（令和2年）現在、日本製紙岩沼工場では437,190トンの新聞紙を生産し、これは日本全体で消費される新聞紙の約2割にのぼる。2011年（平成23年）の東日本大震災では操業が全面停止したものの、4月11日に3号抄紙機が稼働し、5月11日までに4台の抄紙機全てで生産を再開した。また、2021年（令和3年）に発生した福島県沖地震では操業を停止し、建屋の一部の修繕に時間がかかり6月に完全復旧した。

### 町名の変遷
| 実施後 | 実施年月日   | 実施前（各町名ともその一部） | 実施前（各町名ともその一部） |
| ------ | ------------ | ---------------------------- | ---------------------------- |
| 大昭和 | 1971年3月1日 | （大字なし）                 | 字吹上東                     |
| 大昭和 | 1971年3月1日 | （大字なし）                 | 字吹上南                     |
| 大昭和 | 1971年3月1日 | 大字南長谷                   | 字東川前                     |
| 大昭和 | 1971年3月1日 | 大字南長谷                   | 字法京                       |
| 大昭和 | 1971年3月1日 | 大字南長谷                   | 字原                         |

## 小・中学校の学区
小・中学校の学区は以下の通りとなる。
| 町丁   | 字・番地 | 小学校       | 中学校     |
| ------ | -------- | ------------ | ---------- |
| 大昭和 | 全域     | 岩沼南小学校 | 岩沼中学校 |

## 施設

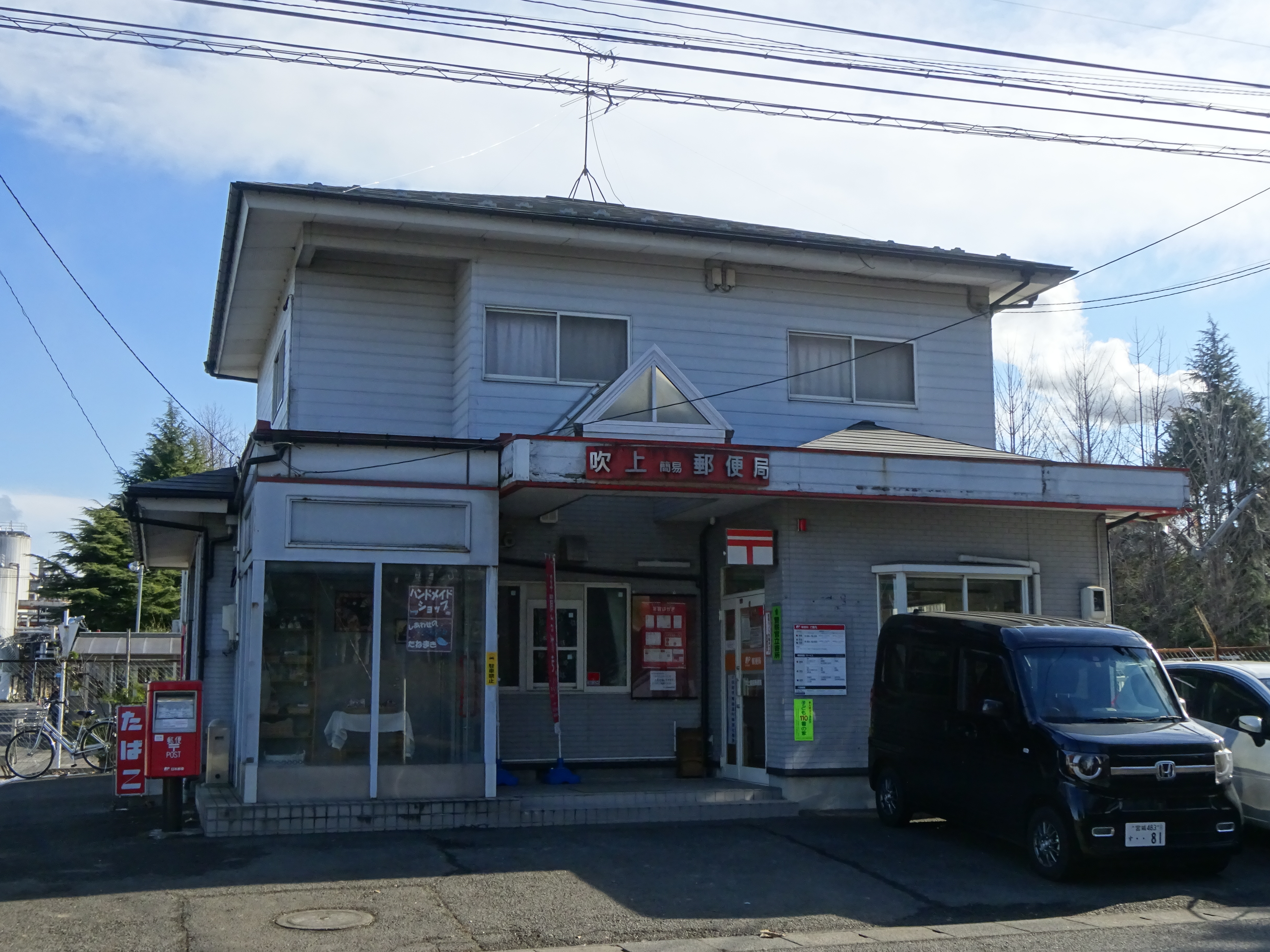
吹上簡易郵便局の局舎

### 公共
- 吹上簡易郵便局（大昭和4-15）

### 企業・工場
- 日本製紙 岩沼工場（大昭和1-1）
- 齊藤商会 岩沼工場（大昭和13-17）

## 交通

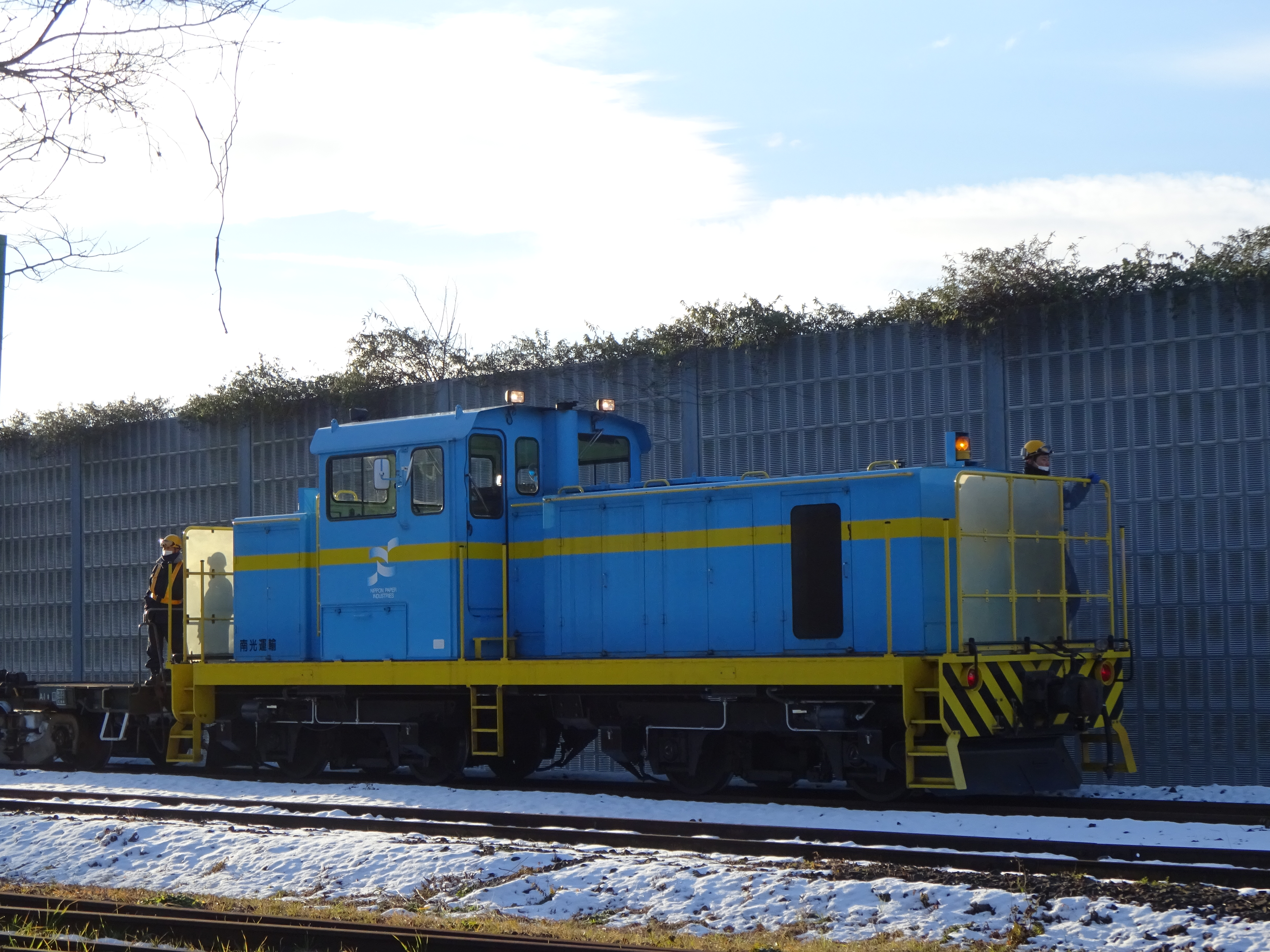
専用線を走る貨物列車

### 鉄道
- 鉄道駅はないが、岩沼駅から日本製紙岩沼工場への専用線がある。

### バス
- 岩沼市民バス
  - 大昭和 ( 南長谷線)

### 道路

#### 一般国道
- 国道4号